# Határ út
Határ út – stacja metra leżąca w południowym Peszcie w ciągu niebieskiej linii. Na powierzchni znajduje się węzeł komunikacyjny obsługiwany przez liczne linie tramwajowe i autobusowe.